# Junioreuropamästerskapet i volleyboll för damer 2020
Junioreuropamästerskapet i volleyboll för damer 2020 genomfördes i Kroatien och Bosnien och Herzegovina mellan 22 och 30 augusti 2020. Nio lag deltog (tre lag kunde inte delta p.g.a. resebegränsningar orsakade av COVID-19-pandemin). Turkiet vann mästerskapet (för andra gången).

## Kvalificering
På grund av den pågående COVID-19-pandemin så skedde inget kval. Istället kvalificerade sig lagen genom sin rankingposition (samt genom att de bekräftade att de skulle delta)
Värdar
- Bosnien och Hercegovina U19
- Kroatien U19

Högst rankade lag
- Ryssland U19 (1)
- Italien U19 (2)
- Turkiet U19 (3)
- Serbien U19 (3)
- Tyskland U19 (5)
- Slovakien U19 (6)
- Bulgarien U19 (7)
- Belarus U19 (8)
- Frankrike U19 (9)
- Polen U19 (10)

## Arenor
| Grupp I, Finalspel              | Grupp I, Finalspel | Grupp II, Placeringsspel | Grupp II, Placeringsspel |
| ------------------------------- | ------------------ | ------------------------ | ------------------------ |
| Zenica, Bosnien och Hercegovina | · Zenica           | Osijek, Kroatien         | · Osijek                 |
| Arena Zenica                    | · Zenica           | Gradski vrt Hall         | · Osijek                 |
| Publikkapacitet: 6 200          | · Zenica           | Publikkapacitet: 3 500   | · Osijek                 |
|                                 | · Zenica           |                          | · Osijek                 |

## Gruppsammansättningar
Lottdragning och seedning skedde genom att:
1. De två värdarna seedades i var sin grupp. Bosnien och Herzegovina i Grupp I and Kroatien i Grupp II.
2. De övriga tio lagen seedades baserat på sin senaste ranking, med fem rankinggrupper om två lag i varje

| Pott 1                     | Pott 2                    | Pott 3                       | Pott 4                      | Pott 5                    |
| -------------------------- | ------------------------- | ---------------------------- | --------------------------- | ------------------------- |
| Ryssland U19 · Italien U19 | Turkiet U19 · Serbien U19 | Tyskland U19 · Slovakien U19 | Bulgarien U19 · Belarus U19 | Frankrike U19 · Polen U19 |

Resultat
Lottdragning skedde 23 juli 2020 i Luxembourg.
| Grupp I                     | Grupp II      |
| --------------------------- | ------------- |
| Bosnien och Hercegovina U19 | Kroatien U19  |
| Italien U19                 | Ryssland U19  |
| Serbien U19                 | Turkiet U19   |
| Slovakien U19               | Tyskland U19  |
| Belarus U19                 | Bulgarien U19 |
| Polen U19                   | Frankrike U19 |

Före turneringens start drog sig Italien, Ryssland och Tyskland ur på grund av reserestriktioner orsakade av COVID-19-pandemin.

## Gruppspel
|  | Kvalificerade för finalspel      |
|  | Kvalificerade för placeringsspel |

### Grupp I
| # | Lag                         | Matcher | Matcher | Poäng | Set | Set | Set   | Bollpoäng | Bollpoäng | Bollpoäng |
| # | Lag                         | V       | F       | Poäng | V   | F   | Kvot  | V         | F         | Kvot      |
| - | --------------------------- | ------- | ------- | ----- | --- | --- | ----- | --------- | --------- | --------- |
| 1 | Belarus U19                 | 4       | 0       | 10    | 12  | 5   | 2,400 | 375       | 346       | 1,084     |
| 2 | Serbien U19                 | 3       | 1       | 10    | 11  | 4   | 2,750 | 352       | 296       | 1,189     |
| 3 | Polen U19                   | 2       | 2       | 7     | 8   | 6   | 1,333 | 324       | 269       | 1,204     |
| 4 | Slovakien U19               | 1       | 3       | 3     | 5   | 10  | 0,500 | 331       | 356       | 0,930     |
| 5 | Bosnien och Hercegovina U19 | 0       | 4       | 0     | 1   | 12  | 0,083 | 210       | 325       | 0,646     |

| Datum  | Tid   |                             | Resultat |                             | Set 1 | Set 2 | Set 3 | Set 4 | Set 5 | Totalt  | Rapport |
| ------ | ----- | --------------------------- | -------- | --------------------------- | ----- | ----- | ----- | ----- | ----- | ------- | ------- |
| 22 Aug | 17:30 | Serbien U19                 | 3–1      | Slovakien U19               | 25–19 | 25–20 | 22–25 | 25–20 |       | 97–84   | rapport |
| 22 Aug | 20:00 | Bosnien och Hercegovina U19 | 0–3      | Polen U19                   | 11–25 | 12–25 | 10–25 |       |       | 33–75   | rapport |
| 23 Aug | 17:30 | Polen U19                   | 3–0      | Slovakien U19               | 27–25 | 25–15 | 25–18 |       |       | 77–58   | rapport |
| 23 Aug | 20:00 | Belarus U19                 | 3–2      | Serbien U19                 | 16–25 | 25–21 | 25–21 | 20–25 | 15–13 | 101–105 | rapport |
| 24 Aug | 17:30 | Slovakien U19               | 1–3      | Belarus U19                 | 25–20 | 24–26 | 19–25 | 21–25 |       | 89–96   | rapport |
| 24 Aug | 20:00 | Serbien U19                 | 3–0      | Bosnien och Hercegovina U19 | 25–23 | 25–11 | 25–13 |       |       | 75–47   | rapport |
| 26 Aug | 17:30 | Polen U19                   | 2–3      | Belarus U19                 | 23–25 | 23–25 | 25–19 | 25–19 | 12–15 | 108–103 | rapport |
| 26 Aug | 20:00 | Bosnien och Hercegovina U19 | 1–3      | Slovakien U19               | 19–25 | 25–22 | 26–28 | 16–25 |       | 86–100  | rapport |
| 27 Aug | 17:30 | Serbien U19                 | 3–0      | Polen U19                   | 25–22 | 25–21 | 25–21 |       |       | 75–64   | rapport |
| 27 Aug | 20:00 | Belarus U19                 | 3–0      | Bosnien och Hercegovina U19 | 25–16 | 25–18 | 25–10 |       |       | 75–44   | rapport |

### Grupp II
| # | Lag           | Matcher | Matcher | Poäng | Set | Set | Set   | Bollpoäng | Bollpoäng | Bollpoäng |
| # | Lag           | V       | F       | Poäng | V   | F   | Kvot  | V         | F         | Kvot      |
| - | ------------- | ------- | ------- | ----- | --- | --- | ----- | --------- | --------- | --------- |
| 1 | Frankrike U19 | 3       | 0       | 8     | 9   | 3   | 3,000 | 286       | 242       | 1,182     |
| 2 | Turkiet U19   | 2       | 1       | 6     | 7   | 3   | 2,333 | 241       | 213       | 1,131     |
| 3 | Bulgarien U19 | 1       | 2       | 2     | 3   | 8   | 0,375 | 230       | 261       | 0,881     |
| 4 | Kroatien U19  | 0       | 3       | 2     | 4   | 9   | 0,444 | 263       | 304       | 0,865     |

| Datum  | Tid   |               | Resultat |               | Set 1 | Set 2 | Set 3 | Set 4 | Set 5 | Totalt  | Rapport |
| ------ | ----- | ------------- | -------- | ------------- | ----- | ----- | ----- | ----- | ----- | ------- | ------- |
| 22 Aug | 17:30 | Kroatien U19  | 2–3      | Frankrike U19 | 24–26 | 26–24 | 14–25 | 25–23 | 7–15  | 96–113  | rapport |
| 22 Aug | 20:00 | Turkiet U19   | 3–0      | Bulgarien U19 | 25–22 | 25–17 | 25–20 |       |       | 75–59   | rapport |
| 24 Aug | 17:30 | Kroatien U19  | 0–3      | Turkiet U19   | 15–25 | 22–25 | 19–25 |       |       | 56–75   | rapport |
| 24 Aug | 20:00 | Frankrike U19 | 3–0      | Bulgarien U19 | 25–17 | 25–17 | 25–21 |       |       | 75–55   | rapport |
| 26 Aug | 17:30 | Bulgarien U19 | 3–2      | Kroatien U19  | 27–25 | 24–26 | 25–19 | 22–25 | 18–16 | 116–111 | rapport |
| 26 Aug | 20:00 | Turkiet U19   | 1–3      | Frankrike U19 | 25–23 | 22–25 | 23–25 | 21–25 |       | 91–98   | rapport |

## Placeringsspel
|  | Spel om plats 5-8 | Spel om plats 5-8 |   |              | Spel om femte plats  | Spel om femte plats |  |
|  |                   |                   |   |              |                      |                     |  |
|  | 29 August         |                   |   |              |                      |                     |  |
|  | Polen U19         | 3                 |   |              |                      |                     |  |
|  | Kroatien U19      | 0                 |   |              |                      |                     |  |
|  |                   |                   |   |              |                      |                     |  |
|  |                   |                   |   |              | 30 August            |                     |  |
|  |                   |                   |   |              | Polen U19            | 3                   |  |
|  |                   | Bulgarien U19     | 0 |              |                      |                     |  |
|  |                   |                   |   |              |                      |                     |  |
|  |                   |                   |   |              |                      |                     |  |
|  |                   |                   |   |              | Spel om sjunde plats |                     |  |
|  | 29 August         | 29 August         |   | 30 August    | 30 August            |                     |  |
|  | Bulgarien U19     | 3                 |   | Kroatien U19 | 3                    |                     |  |
|  | Slovakien U19     | 0                 |   |              | Slovakien U19        | 1                   |  |

### Spel om plats 5-8
| Datum  | Tid   |               | Resultat |               | Set 1 | Set 2 | Set 3 | Set 4 | Set 5 | Totalt | Rapport |
| ------ | ----- | ------------- | -------- | ------------- | ----- | ----- | ----- | ----- | ----- | ------ | ------- |
| 29 Aug | 17:30 | Polen U19     | 3–0      | Kroatien U19  | 25–20 | 25–19 | 25–8  |       |       | 75–47  | rapport |
| 29 Aug | 20:00 | Bulgarien U19 | 3–0      | Slovakien U19 | 25–17 | 25–23 | 25–17 |       |       | 75–57  | rapport |

### Spel om sjunde plats
| Datum  | Tid   |              | Resultat |               | Set 1 | Set 2 | Set 3 | Set 4 | Set 5 | Totalt | Rapport |
| ------ | ----- | ------------ | -------- | ------------- | ----- | ----- | ----- | ----- | ----- | ------ | ------- |
| 30 Aug | 15:00 | Kroatien U19 | 3–1      | Slovakien U19 | 25–17 | 21–25 | 25–10 | 25–20 |       | 96–72  | rapport |

### Spel om femte plats
| Datum  | Tid   |           | Resultat |               | Set 1 | Set 2 | Set 3 | Set 4 | Set 5 | Totalt | Rapport |
| ------ | ----- | --------- | -------- | ------------- | ----- | ----- | ----- | ----- | ----- | ------ | ------- |
| 30 Aug | 17:30 | Polen U19 | 3–0      | Bulgarien U19 | 25–19 | 25–23 | 25–17 |       |       | 75–59  | rapport |

## Finalspel
|  | Semifinaler   | Semifinaler |   |             | Final               | Final |  |
|  |               |             |   |             |                     |       |  |
|  | 29 August     |             |   |             |                     |       |  |
|  | Belarus U19   | 1           |   |             |                     |       |  |
|  | Turkiet U19   | 3           |   |             |                     |       |  |
|  |               |             |   |             |                     |       |  |
|  |               |             |   |             | 30 August           |       |  |
|  |               |             |   |             | Turkiet U19         | 3     |  |
|  |               | Serbien U19 | 2 |             |                     |       |  |
|  |               |             |   |             |                     |       |  |
|  |               |             |   |             |                     |       |  |
|  |               |             |   |             | Match om tredjepris |       |  |
|  | 29 August     | 29 August   |   | 30 August   | 30 August           |       |  |
|  | Frankrike U19 | 1           |   | Belarus U19 | 3                   |       |  |
|  | Serbien U19   | 3           |   |             | Frankrike U19       | 1     |  |

### Semifinaler
| Datum  | Tid   |               | Resultat |             | Set 1 | Set 2 | Set 3 | Set 4 | Set 5 | Totalt | Rapport |
| ------ | ----- | ------------- | -------- | ----------- | ----- | ----- | ----- | ----- | ----- | ------ | ------- |
| 29 Aug | 17:00 | Belarus U19   | 1–3      | Turkiet U19 | 25–21 | 17–25 | 22–25 | 24–26 |       | 88–97  | rapport |
| 29 Aug | 19:30 | Frankrike U19 | 1–3      | Serbien U19 | 25–23 | 15–25 | 20–25 | 14–25 |       | 74–98  | rapport |

### Match om tredjepris
| Datum  | Tid   |             | Resultat |               | Set 1 | Set 2 | Set 3 | Set 4 | Set 5 | Totalt | Rapport |
| ------ | ----- | ----------- | -------- | ------------- | ----- | ----- | ----- | ----- | ----- | ------ | ------- |
| 30 Aug | 17:00 | Belarus U19 | 3–1      | Frankrike U19 | 25–18 | 25–21 | 23–25 | 27–25 |       | 100–89 | rapport |

### Final
| Datum  | Tid   |             | Resultat |             | Set 1 | Set 2 | Set 3 | Set 4 | Set 5 | Totalt | Rapport |
| ------ | ----- | ----------- | -------- | ----------- | ----- | ----- | ----- | ----- | ----- | ------ | ------- |
| 30 Aug | 20:00 | Turkiet U19 | 3–2      | Serbien U19 | 25–17 | 16–25 | 23–25 | 25–16 | 15–8  | 104–91 | rapport |

## Slutgiltiga placeringar
| Placering | Lag                         |
| --------- | --------------------------- |
| 1         | Turkiet U19                 |
| 2         | Serbien U19                 |
| 3         | Belarus U19                 |
| 4         | Frankrike U19               |
| 5         | Polen U19                   |
| 6         | Bulgarien U19               |
| 7         | Kroatien U19                |
| 8         | Slovakien U19               |
| 9         | Bosnien och Hercegovina U19 |

|  | Kvalificerade för Juniorvärldsmästerskapet i volleyboll för damer 2021 |

## Individuella utmärkelser
| - Mest värdefulla spelare İpar Özay Kurt - Bästa passare Lila Şengün - Bästa ytterspikers Guewe Diouf Kseniya Liabiodkina | - Bästa mittblockare Darya Sauchuk Hena Kurtagić - Bästa motstående spiker Vanja Savić - Bästa libero Gülce Güçtekin |